# 証空

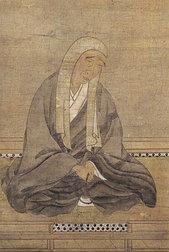
証空

証空（しょうくう・證空、治承元年11月9日（1177年11月30日）- 宝治元年11月26日（1247年12月24日））は、西山浄土宗、浄土宗西山禅林寺派、浄土宗西山深草派の西山三派の祖。西山義の祖。法然の高弟であり、はじめ解脱房、のちに善恵（善慧）房と号した。諡号は弥天、鑑知国師。一般には西山国師（せいざんこくし）あるいは西山上人という。
血はつながらないが、道元禅師の長兄にあたる。最近の研究によれば、叔父ともされる。

## 略歴
村上源氏の加賀権守源親季の長男として生まれ、9歳の春に、同族の久我家である内大臣久我通親の養子となる。建久元年（1190年）、14歳で元服にあたり発心して出家、法然の弟子となった。以後、浄土教の奥義を学ぶ。以来法然臨終までの21年間、その許で修学することとなる。
一度見聞すればすべてを理解してしまった、という秀才ぶりで、そうしたことからか、建久9年（1198年）に法然の『選択本願念仏集』の撰述にあたっては、引用文との照らし合わせという勘文の重要な役にあたったとの記述もある。翌年師法然に代わって九条兼実邸で『選択集』を講じた。
元久元年（1204年）、法然が天台座主大僧正・真性に対して『七箇条起請文』をあらわした時、その第四番目に署名していることは、門弟中における証空の地位を如実に物語って、門弟の中でも重要な位置にいたと考えられている。
建永元年（1207年）、師の法然が承元の法難で配流されると、吉水にあった法然の住房から東山小坂に移る。
法然に常随すること23年、浄土教の深義に達し、円頓菩薩戒を相伝した。このころより師の推薦によって日野の願蓮について天台学、政春について台密の研鑽を始めた。
建暦2年（1212年）、法然の死去に遭い、天台座主大僧正・慈円の譲りをうけて、東山小坂の地より、西山善峰寺北尾往生院（三鈷寺）に移り住んだ。後に証空の流派は西山義と呼ばれていく。
法然死去後4年、建保3年（1215年）より嘉禄の法難の直前、嘉禄3年（1227年）にいたる12年の間、往生院を本拠地として京洛内外三十数か所を往復して、ほとんど連日『観無量寿経疏』を始めとする善導の著述の講説にあけくれた。その講説の記録は現在『観門要義鈔』41巻として現存する。
嘉禄3年（1227年）の嘉禄の法難に際して法然高弟の信空とともに流罪を免がれている。寛喜元年（1229年）、奈良當麻寺に参詣して『当麻曼荼羅』を拝観する。このとき、この曼荼羅が観無量寿経疏を図画化していることを見抜き、以後その流通に努めた。
寛元元年（1243年）2月1日、京都西山において門弟とともに三部経などを書写供養し、来迎仏の胎内に納めた（山崎大念寺来迎仏胎内文書）。また同年後嵯峨天皇の勅により歓喜心院を創建し、たびたび宮中に参内して西山義（小坂義）を講じ菩薩戒を授けた。宝治元年（1247年）、道覚法親王のために『鎮勧用心』を、また大宮院のために仮名法語（『女院御書』）をあらわした。
宝治元年11月22日、往生の間近いことをさとり、門弟に対して菩薩戒および『観無量寿経』の要義を示し、11月24日に天台大師講を行ない、翌日泉涌寺明観のために『菩薩戒義疏』の要義を談じ、11月26日に大衣（九条袈裟）を着し、『阿弥陀経』を読誦し、念仏合掌して白河遣迎院において71歳で死去した。門弟、遺身を西山三鈷寺に葬り、塔をたてて華台廟と称した。
寛政8年（1796年）には鑑知国師の諡号が光格天皇より贈られた。
証空が建立した主な寺院には、西山往生院を始め、歓喜心院、浄橋寺、遣迎院などがある。証空の画像、いわゆる「思惟の像」はその浄土教学がきわめて哲学的であることを暗示している。
死後、弟子の浄音は西谷流を唱えて現在の西山浄土宗と浄土宗西山禅林寺派の母体を作り、立信（円空）は深草流を唱えて現在の浄土宗西山深草派の基礎を作った。

## 著作
証空の述書には大別して教相部と事相部とがある。前者には『観門要義鈔』41巻、『観経疏他筆鈔』14巻、『観経疏大意』1巻、『観門義草案』2巻、『三部経論義記』1巻、『三縁義』1巻、『定散料簡義』1巻、『五段鈔』1巻、『安心鈔附略安心鈔』1巻、『善慧上人御法語』1巻、『白木念仏法語』1巻、『述誠』1巻、『鎮勧用心』1巻、『女院御書』2巻などがある。
後者には『當麻曼荼羅註記』10巻、『観経秘決集』20巻、『選択密要決』5巻、『四十八願要釈鈔』2巻、『修業要決』1巻、『當麻曼荼羅供式』1巻、『當麻曼荼羅八講論義鈔』1巻などがある。この後者の事相部の著述については真偽両説がある。
証空の門弟は非常に多く、とくに浄音（西谷流）、立信（深草流）、証入（東山流）、証慧（嵯峨流）の四人は、それぞれ流派を開いたため「西山四流」といわれる。このほか、蓮生（宇都宮実信房）は常随40年といわれ、師の講説の聞書（『積学房鈔』2巻）を残している。
詠歌
生きて身を　はちすの上にやどさずば　念仏まうす　甲斐やなからん

## 宗門での文献
- 『証空 上田良準　浄土仏教の思想 第11巻』講談社、1992年。著者は西山浄土宗第81世法主、他は「一遍」 大橋俊雄
- 中西随功『證空浄土教の研究』法蔵館、2009年3月。著者は同・第87世法主
- 『證空辞典』中西随功監修、東京堂出版、2011年7月
- 鷲津清静『五段鈔講説　西山上人の念仏』白馬社、1994年。著者は僧侶
- 菅田祐準『西山證空上人とその思想』思文閣出版、2022年。著者は僧侶

### 伝記
- ひろさちや『法然上人とその弟子西山上人』春秋社、2009年5月

## 本山寺院
- 粟生光明寺 長岡京市にある西山浄土宗総本山。
- 東山禅林寺 「永観堂」の名で著名な浄土宗西山禅林寺派総本山。
- 新京極誓願寺 京都市の繁華街にある浄土宗西山深草派総本山。